# نزلة عبد المسيح
قرية نزلة عبد المسيح هي إحدى القرى التابعة لمركز دير مواس بمحافظة المنيا في جمهورية مصر العربية. حسب إحصاءات سنة 2006، بلغ إجمالي السكان في نزلة عبد المسيح 1319 نسمة، منهم 698 رجلا و621 امرأة.